# Bedřich Baroš
Bedřich Baroš (24. června 1936 Tylovice – 14. prosince 1974 Brno) byl český hokejový brankář a malíř. 

## Životopis
Po studiích na Vyšší škole uměleckého průmyslu v Brně (1951–1955) se přestěhoval do Zlína (tehdejší Gottwaldov), kde byl angažován jako hokejový brankář. Působil tak však pouze do roku 1961, kdy se také oženil a následně se věnoval již pouze výtvarnému umění. Podařilo se mu získat od TJ Gottwaldov ateliérové prostory, tzv. Boudu, nad zimním stadionem. Současně pracoval v národním podniku Svit na pozici grafika v oddělení propagace. Byl členem výtvarné skupiny 5 + 2. Po srpnových událostech roku 1968 a rozpadu Skupiny 5 + 2, se dostal do hluboké osobní i tvůrčí krize, která vyvrcholila jeho předčasnou tragickou smrtí dne 14. prosince 1974 v Brně.

## Hokejová kariéra
V československé lize hrál za TJ Gottwaldov. Odehrál 1 ligovou sezónu, nastoupil ve 13 ligových utkáních. Do Gottwaldova přišel před sezónou 1959/60 a jako brankářská jednička byl při postupu do ligy. V lize byl dvojkou za Vyoralem.

## Klubové statistiky
| 1959/1960 | TJ Gottwaldov | 2. liga | -  | -    | -     |
| 1960/1961 | TJ Gottwaldov | 1. liga | 13 | 5,61 | 83,28 |

## Umělecká kariéra
Raná tvorba Baroše z přelomu 50. a 60. let zahrnovala vedle malířských kompozic také plakátovou tvorbu a jiné grafické práce. V tehdejším Gottwaldově byl Baroš iniciátorem uměleckého dění a podnětným účastníkem mnoha kulturních stánků. Výtvarně spolupracoval např. s divadélkem Reflektor a s okresní knihovnou. Jeho díla se nacházejí převážně v soukromých sbírkách, několik jich získala do svých sbírek i Krajská galerie výtvarného umění ve Zlíně a po jednom jsou v dalších českých galeriích.

### Účast na výstavách, výběr

#### Samostatné výstavy
- 1960 Kavárna Elektra Gottwaldov
- 1965 Gottwaldov
- 1987 Divadlo pracujících, Gottwaldov
- 2020/2021 "Bedřich Baroš (1936–1974). Soužití s uměním", Krajská galerie výtvarného umění ve Zlíně

#### Kolektivní výstavy
- 1961 "Povahy" Kulturní dům Gottwaldov
- 1962 "Přehlídka mladých výtvarníků", Dům umění v Gottwaldově
- 1962 "Členská výstava Svazu československých výtvarných umělců", Oblastní galerie výtvarného umění Gottwaldov
- 1965 "Výstava Skupiny 5 + 2", Oblastní galerie výtvarného umění Gottwaldov
- 1966 "Skupina 5 + 2", Pedagogická škola Kroměříž
- 1967 "Skupina 5 + 2", Nová síň, Praha
- 1967 "Nové cesty II.", Oblastní galerie výtvarného umění Gottwaldov
- 1968 "Výstava skupiny 5 + 2",Černobílá galerie Uherský Brod
- 1968 "Skupina 5 + 2", Divadlo pracujících, Gottwaldov
- 1968 "Salón šedesát osm", výstava členů SČSVU, Gottwaldov
- 1971 "Retrospektivní výstava výtvarníků gottwaldovské oblasti", Gottwaldov

### Významná díla, výběr
- 1961 Černý kytarista, olej, plátno
- 1962 Tanec
- 1964/1965 In memoriam Otakara Dedka, olej, plátno
- 1965 Úsilí II., kombinovaná technika, překližka
- 1965 Hra při dunění, olej, plátno
- 1965 Zahrada překvapení
- 1966 Obrazový cyklus Pláště, kombinovaná technika, sololit
- 1971 Korunovace, olej, papír, překližka
- 1972 Brána života
- 1973 Krajina s rybářem, olej, plátno

### Zastoupení v galeriích
- Krajská galerie výtvarného umění ve Zlíně
- Národní galerie Praha
- Galerie výtvarného umění v Chebu